# Melbourne
Melbourne je glavni grad australske pokrajine Victorije i drugi najveći grad u državi (2001. je imao 3.555.321 stanovnika). Bio je glavni grad Australije od 1901. do 1927. Grad je nastao 1835. godine zbog nedostatka prostora u pokrajini Tasmaniji.

## Povijest
Zemljoradnici, stočari i kopači zlata bili su među naraštajima koji su osnivali Melbourne, drugi po veličini grad u Australiji i vječni rival Sydneya.Sudeći prema njihovoj povijesti, ta dva obalna grada mogli bismo nazvati sestrinskima, pri čemu je Melbourne mlađi, iako izgleda stariji.Desetljećima ti su se gradovi borili za čast da postanu glavni grad Australije, sve dok 1913. nijedan od njih, već Canberra, nije bio proglašen sjedištem vlade.
Petnaest godina nakon dolaska prvih doseljenika u Sydney, 1802., engleski zemljoposjednici naselili su se 700 km južnije Phillips Bay, na mjestu današnjeg Melbournea. No obrađivanje zemlje nije išlo onako dobro kao što su očekivali, a ni tamnopute domorodce kovrčave kose nisu uspijevali privoljeti na rad u poljima, tako da su mnogi zemljoradnici otišli potražiti sreću u unutrašnjosti kontinenta. Tek su 1835. stočari odabrali plodnu dolinu oko Melbournea kao svoj dom i ubrzo je za njima došlo mnoštvo novih doseljenika. Oko 1850. započela je prava utrka jakih i ustrajnih kad je u ovome području otkriveno zlato.To je bio početak nezaustavljivih uspona grada Melbournea.
Nekadašnji grad kopača zlata danas ima oko tri i pol milijuna stanovnika, a njegove starije četvrti podsjećaju na viktorijanski i edvardijanski stil gradnje u Londonu u 19. i na početku 20. stoljeća, iako se sve više i više ističu novi visoki neboderi.
U nastojanju da se stvori tradicija u mjestu koje nije imalo tradicije, godine 1840. Melbourne je uvezao rezidenciju guvernera države Victoria izravno iz Engleske i ovdje ponovo sagradio njegovu kuću iz dijelova, kamen po kamen. Kuća poznata pod nazivom „La Trobes Cottage“ danas je otvorena za posjetitelje. Godine 1934. iz britanske grofovije Yorkshire preko mora je do Melbournea prevezena roditeljska kuća slavnog pomorca Jamesa Cooka, koja danas ukrašava parkiralište kao „Kuća kapetana Cooka“.

## Utjecaji različitih naroda
I druge su kulture ostavile svoj trag u Melbourneu. Došljaci iz Kine obogatili su grad životopisnom Kineskom četvrti i hramom „Kuća See Yup Joss“ sagrađenim 1856. godine. Mala Italija četvrt je s mnogo picerija, slastičarnica i restorana sa specijalitetima od tjestenine, koja nudi sredozemni način života u Australiji. U području Richmond živi tako velika grčka zajednica da je smatraju trećim po veličini gradom, odmah poslije Atene i Soluna. Tu je i Mali Saigon u ulici Richmond u kojem prevladavaju vijetnamske trgovine, restorani i barovi.
Takvi snažni utjecaji različitih naroda Melbourneu daju njegovu živost i dopadljivost. Središte grada pješačka je zona s mnogim arkadama ispod kojih su trgovine, a tu su i veliki trgovi brojna područja prekrivena zelenilom – pravi primjer napredne urbane kulture.

## Zemljopis
Melbourne je smješten na jugu Australije, na morskom zaljevu Port Phillip. Port Phillip je gotovo potpuno zatvoren zaljev, te je vrlo pogodna luka. Kroz grad teče nekoliko rijeka. Najvažnija je Yarra u koju se ulijevaju manji tokovi Moonee Ponds Creek, Merri Creek, Darebin Creek i Plenty River. Rijeka Yarra na ušću čini manji estuarij u kojem je smještena gradska luka. U zaleđu grada postoje planine koji su južni početak Velikog razvodnog gorja koje se proteže preko cijele istočne Australije. Najvažnije planine u blizini grada su Dandenong Ranges i Yarra Ranges.
Klima je umjerena oceanska. Relativno je hladnija od ostatka Australije.
Melbourne je velika gradska aglomeracija, te je u svoj sastav uključio više obližnjih naselja. Postoje i satelitski gradovi od kojih je najvažniji Geelong.

## Kultura i zabava
Na trgu City Square osvježavajuće fontane prskaju vodu, akrobati i mimičari izvode svoje točke, a šaroliko mnoštvo različitih nacionalnosti uživa u gostionicama i na terasama restorana. Besplatna zabava osobito privlači mlade, jednako kao i koncerti rock glazbe, plesne i kazališne predstave koje se odvijaju na otvorenom bez naplaćivanja ulaznica.
Šarmu ovoga grada pridonose i tramvaji koji su gotovo u potpunosti izumrli u zapadnoj Europi, a ovdje postoje i lijepa moderna kola, ali i ona stara rasklimana s tvrdim drvenim sjedalima i stalnim propuhom najčešće obojeni u zeleno. Prilikom svog posjeta Melbourneu, pop – zvijezda Elton John toliko se zaljubio u stotinu godina star tramvaj da ga je odmah kupio, prevezao u San Francisco i postavio u dvorištu svoje kuće.
Radovi australskih slikara, uključujući i aboridžinske i pripadnike skupine Heidelberška škola, izloženi su u galeriji Vicorian Arts Center. Među muzejskim blagom nalaze se i stari zrakoplovi, preparirani čudesni trkači konj Phar Lap i jedrenjak Polly Woodside sagrađen u Belfastu u Irskoj 1885.
Kraljevska izložbena galerija i Carltonovi vrtovi uvršteni su 2004. godine u UNESCOv popis mjesta svjetske baštine u Aziji i Oceaniji.
U ožujku svake godine u Melbourneu se održava popularni festival Moomba tijekom kojeg se organiziraju ulični mimohodi, natjecanja i kazališne predstave. Riječ „Moomba“ dolazi iz aboridžinskog jezika a znači: „Dođite i zabavite se!“. No, domorodci su doslovce nestali s ulica ovog grada. Bolest i alkohol koje su donijeli bijelci desetkovali su populaciju Aboridžina. Oni su u Australiju došli još prije 40 000 godina na splavima ili preko danas potopljene prevlake, i bili su pravi vladari ovoga kontinenta.
Jedno je vrijeme u Melbourneu živio, stvarao i izlagao svoja djela hrvatski slikar i grafičar Ivan Pessi.

## Znamenitosti
- Hrvatska crkva sv. Leopolda Bogdana Mandića, u četvrti Sunshine. Impresivnu građevinu impresivne građevine krase djela hrvatskih umjetnika Josipa Dina Botterija, Petra Barišića, Ante Mamuše i Charlesa Bilića.[2]

## Šport
- XVI. Olimpijske igre – Melbourne 1956.
- Svjetsko prvenstvo u vodenim sportovima 2007.
- Australian Open - teniski Grand Slam turnir
- Formula 1: od 1996. Velika nagrada Australije
- Melbourne Knights - hrvatski nogometni klub - osnovan 1953. kao SC Croatia[3]

## Vanjske poveznice
- Službena stranica (engl.)

### Ostali projekti
|  | Zajednički poslužitelj ima još gradiva o temi Melbourne |